# デビルズ・ノット
『デビルズ・ノット』（Devil's Knot）は、2013年にアメリカ合衆国で製作された伝記映画。1993年に実際に起きた事件を基にマーラ・レヴァリットが執筆した同名のノンフィクションを原作にしている。

## ストーリー
1993年のアメリカ合衆国アーカンソー州ウェスト・メンフィス。5月のある日、三人の児童が行方不明となり、後に無残な死体となって発見された。後に地元警察は、容疑者として三人のティーンエイジャーを逮捕する。三人はオカルトとヘヴィメタルが好きな地元の問題児たちで、悪魔崇拝者による猟奇殺人と決め付けた地元警察は、無罪を主張する彼らを強引な手法で追い詰めていくのだった。一方、そんな警察の捜査に疑念を抱いた私立探偵のロン・ラックスは独自に調査に乗り出す。また、被害児童の母親の一人であるパム・ホッブスも、真犯人は別にいるという疑念を次第に抱くようになる。

## キャスト
※括弧内は日本語吹替
- ロン・ラックス - コリン・ファース（森田順平）
- パム・ホッブス - リース・ウィザースプーン（石塚理恵）
- クリス・モーガン - デイン・デハーン（石原由宇）
- ヴィッキー・ハッチソン - ミレイユ・イーノス（藤野泰子）
- バーネット判事 - ブルース・グリーンウッド（田原正治）
- ダミアン・エコールズ - ジェームズ・ハムリック
- ジェイソン・ボールドウィン - セス・メリウェザー
- ジェシー・ミスケリー・Jr - クリストファー・ヒギンズ
- ジェリー・ドライヴァー - イライアス・コティーズ
- ジョン・フォグルマン - スティーヴン・モイヤー
- テリー・ホッブス - アレッサンドロ・ニヴォラ（後藤ヒロキ）
- マーガレット・ラックス - エイミー・ライアン（門口友紀）
- ヴァル・プライス - クリストファー・ポラーハ
- ポール・フォード - マット・レッシャー（英語版）
- ダン・スティダム - マイケル・グラディス
- ブリン・リッジ刑事 - ロバート・ベイカー
- グローリ・シェトルズ - コレット・ウォルフ
- ギッチェル警部 - レックス・リン
- ブレント・デイヴィス - マーティン・ヘンダーソン
- スティーヴ・ジョーンズ - テッド・ハッカビー
- ジョン・マーク・バイヤーズ - ケヴィン・デュランド